# Anna-Karenina-Prinzip
Das Anna-Karenina-Prinzip beschreibt ein allgemeines Prinzip, nach dem mehrere Faktoren oder Bedingungen zum Gelingen einer Sache erfüllt sein müssen und das Fehlen eines einzelnen Faktors zum Scheitern oder Ausschluss führt.

## Leo Tolstoi
Grundlage des Anna-Karenina-Prinzips ist der erste Satz aus dem 1877/78 veröffentlichten Roman Anna Karenina von Leo Tolstoi: „Alle glücklichen Familien gleichen einander, jede unglückliche Familie ist auf ihre eigene Weise unglücklich.“
Während für eine glückliche Familie viele Faktoren (sexuelle Anziehung, Geldfragen, Kindererziehung, Kommunikation, Religion, Schwiegereltern) stimmen müssen, braucht bei einer unglücklichen Familie nur einer dieser Faktoren nicht zu stimmen.

## Allgemein
Dieses Prinzip lässt sich auch auf andere Bereiche als die Familienpsychologie übertragen, wie unter anderem Evolution, Wirtschaftsleben und Projektmanagement.
Verallgemeinert ausgedrückt:
- Erfolg hat viele Faktoren, die alle stimmen müssen.
- Für einen Misserfolg braucht es nur einen Faktor, der nicht stimmt.

## Jared Diamond
Das Anna-Karenina-Prinzip wurde 1997 von dem US-amerikanischen Evolutionsbiologen  Jared Diamond in seinem Buch Guns, Germs, and Steel (deutsch: Arm und Reich) veröffentlicht. Das Prinzip beschreibt hier Bedingungen, die bei einer Tierart vorliegen müssen, welche als Voraussetzungen gelten, um deren Domestikation zu begünstigen. Nur wenn alle genannten Voraussetzungen zutreffen, kann diese Tierart nach dem Anna-Karenina-Prinzip mit hoher Wahrscheinlichkeit gut domestiziert oder auf einer Farm gezüchtet werden.